# بطولة ويمبلدون 1964
قائمة ببطولات ويمبلدون لسنة 1964:

## فردي رجال
روي إيمرسون هزم  فريد ستول. النتيجة: 6-1 12-10 4-6 6-3

## فردي سيدات
ماريا بوينو هزمت  مارغريت كورت. النتيجة: 6-4, 7-9, 6-3